# MEHMO-Syndrom
Das MEHMO-Syndrom, Akronym für Mentale Entwicklungsverzögerung, Epileptische Anfälle, Hypogonadismus, Mikrozephalie und Obesitas, ist eine sehr seltene angeborene, zu den Syndromalen X-chromosomalen mentalen Retardierungen zählende Erkrankung mit den namensgebenden Hauptmerkmalen.
Synonyme sind:  Geistige Retardierung, X-chromosomale - epileptische Krampfanfälle - Hypogenitalismus - Microzephalie – Adipositas; englisch Mental Retardation, X-Linked, Syndromic 20; MRXS20; Mental Retardation, X-Linked, Syndromic 25; MRXS25
Die Bezeichnung wurde von den Autoren der Erstbeschreibung aus dem Jahre 1998 durch die deutschen Humangenetiker Rolf Steinmüller, Daniela Steinberger und Ulrich Müller vorgeschlagen.

## Verbreitung
Die Häufigkeit wird mit unter 1 zu 1.000.000 angegeben, bislang wurden erst weniger als 10 Betroffene beschrieben. Die Vererbung erfolgt X-chromosomal-rezessiv oder mitochondrial.

## Ursache
Der Erkrankung liegen Mutationen auf dem X-Chromosom im EIF2S3 Gen an Genort p22.11 zugrunde, welches für einen Translations-Initiationsfaktor eIF2 kodiert.
Die Erkrankung kann somit zu den X-chromosomal ererbten Mitochondriopathien gezählt werden.

## Klinische Erscheinungen
Klinische Kriterien sind:
- Manifestation im Neugeborenen– oder Kleinkindalter
- schwere geistige Retardierung
- zerebrale Krampfanfälle
- Mikrozephalie
- Hypogenitalismus mit Kryptorchismus, Mikropenis
- Adipositas

Hinzu kommen verzögertes Wachstum, Gesichtsauffälligkeiten wie große Ohrmuscheln, rundes Gesicht sowie Diabetes mellitus.
Die meisten Betroffenen verstarben innerhalb der ersten Lebensjahre.